# Leamaneh Castle

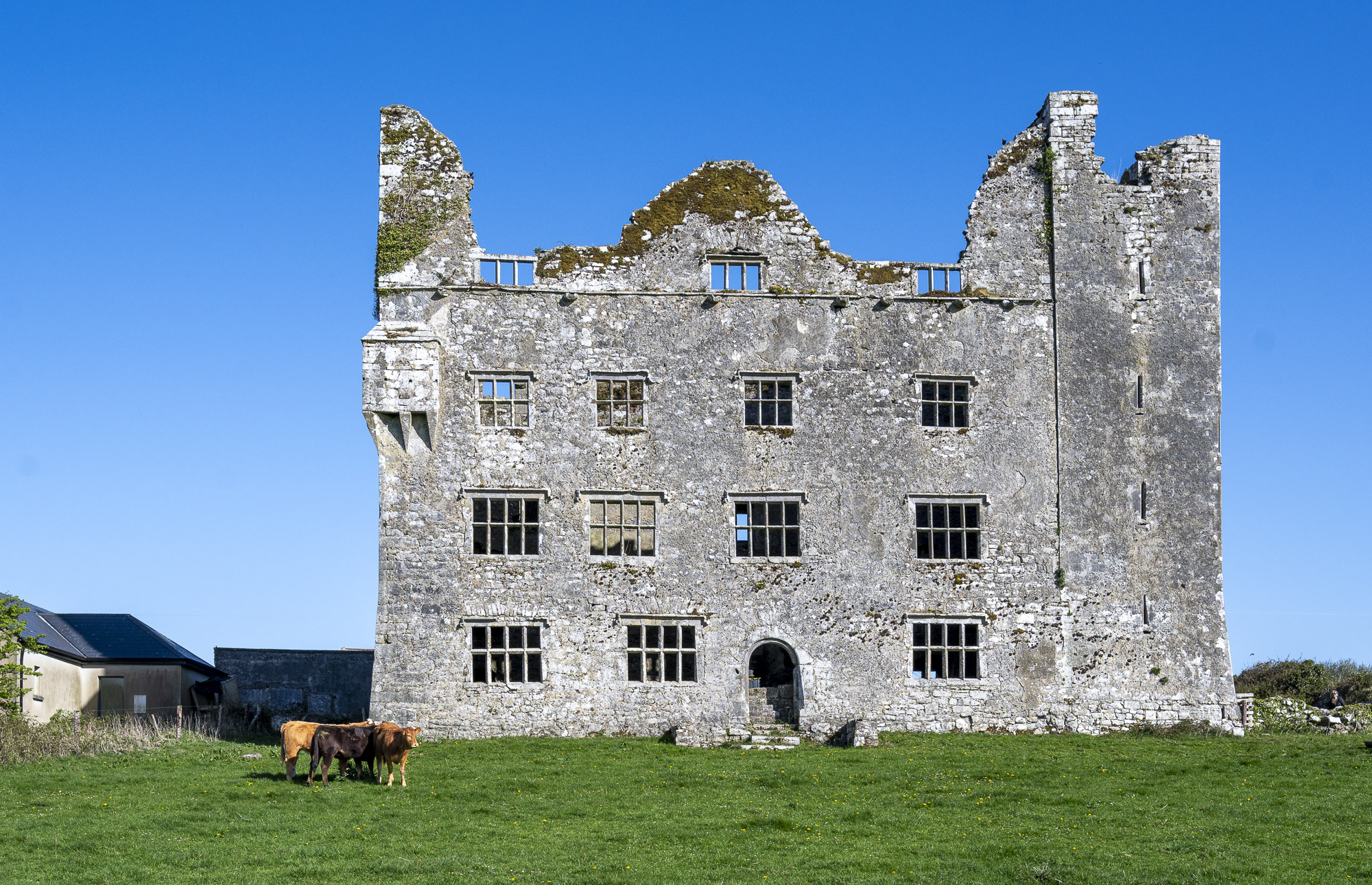
Die Ruine von Leamaneh Castle

Leamaneh Castle (irisch Caisleán Léim an Eich) ist die Ruine eines Landhauses im Townland Leamaneh North (Léim an Eich Thuaidh) in der Gemeinde Killnaboy zwischen den Dörfern Corofin und Kilfenora im irischen County Clare und damit im Burren gelegen. Es besteht aus einem Tower House aus dem 15. Jahrhundert und einem Landhaus aus dem 17. Jahrhundert. Die Ruine gilt als National Monument.

## Name
Der Name des Landhauses soll aus dem irisch-gälischen léim an eich abgeleitet sein, das man mit „Pferdesprung“ ins Deutsche übersetzen kann. Er könnte aber auch von léim an fheidh (dt.: „Rehsprung“) abgeleitet sein.

## Standort
Das Landhaus liegt an einer wichtigen Kreuzung und an dem Punkt, an dem die Baronien Burren, Corcomroe und Inchiquin aufeinander trafen. Heute kreuzen sich dort die Straßen R476 von Kilfenora nach Killnaboy und R480 nördlich nach Ballyvaughan.

## Geschichte

### Erstes Gebäude
Das erste Gebäude an dieser Stelle war ein einfaches, fünfstöckiges, irisches Tower House, das 1480–1490 errichtet wurde, vermutlich für Toirdelbhach Donn MacTadhg Ó Briain, König von Thomond, aus der Familie O’Brien, einem des letzten Hochkönige von Irland und direktem Nachfahren von Brian Boru.
1543 überantwortete Toirdelbhach Donn MacTadhg Ó Briains Sohn, Murrough O’Brien, seinen Königstitel Heinrich VIII. und wurde dafür von diesem zum 1. Earl of Thomond und Baron Inchiquin ernannt. 1550 gab Murrough O’Brien Leamaneh Castle seinem dritten Sohn, Donough. Donough wurde 1592 in Limerick als Rebell gehängt.

### Landhaus
1639 heiratete Conor O’Brien, Donough O’Briens Enkel, Máire Ní Mathghamhna (MacMahon). Sie wurde eine der berühmtesten Frauen in der irischen Volkssage; sie wurde wegen ihres flammend roten Haares Máire Rua („Rote Marie“) genannt. Sie war 1615 oder 1616 geboren worden. Ihr Vater war Sir Torlach Rua MacMahon, Lord of Clonderlaw, und ihre Mutter Lady Mary O’Brien, Tochter des 3. Earl of Thomond. Ihr erster Gatte, Daniel O’Neylan (manchmal auch O’Neillan oder Neylan) aus O’Dea Castle im Norden des County Clare, starb jung und nach seinem Tod erbte Máire Rua ein großes Anwesen und ein Vermögen von £ 1000. Dieser Reichtum ermöglichte es ihr und Conor O’Brien, ein komfortables Landhaus an das Tower House anbauen zu lassen.
Ein Teil des Tower House wurde um 1648 abgerissen und durch ein vierstöckiges Landhaus ersetzt. Máire Rua zog mit ihrem Gatten auf Raubzüge gegen englische Siedler. 1651 wurde Conor O’Brien tödlich verwundet, als er an der Seite der Royalisten in Inchicronan kämpfte. Es wird berichtet, dass die Witwe sofort nach dem Tod ihres Gatten erkannte, dass die Strafe für seine Rebellion gegen die Engländer der Rückfall seiner Besitzungen an die englische Krone sein würde, nach Limerick ritt und anbot, jeden Offizier aus Cromwells Armee zu heiraten, der ihre Hand nähme.
General Ludlow, der die englischen, parlamentaristischen Streitkräfte in Inchicronan kommandierte, führte später Operationen gegen Aufrührer im Burren an, wobei er seine bekannte Feststellung über die Unfruchtbarkeit der Gegend machte. Es sagte weiterhin über Leamaneh Castle, dass er es „als sehr stark befinde, da es aus Stein erbaut und von einer guten Mauer umschlossen sei. Wir belegten es mit einer Garnison und statteten es mit allen notwendigen Dingen aus.“
Máire Ruas dritter Gatte, Cornet John Cooper, war ein Soldat aus Cromwells Streitkräften; durch die Heirat mit ihm konnte sie ihre Besitzungen zurückerhalten. Cooper verließ die Armee und häufte durch Grundstücksspekulation einiges Vermögen an. Später aber kam er in finanzielle Schwierigkeiten und in der Folge dessen wurde das Anwesen Leamaneh, das er durch Heirat erworben hatte, verpfändet, um seine Schulden zu begleichen.
In den 1660er-Jahren waren parlamentaristische Truppen zeitweise auf Leamaneh Castle stationiert und Máire Ruas Sohn, Donagh (oder Donough, ab 1686 auch Sir Donat) fand Tower House und Landhaus beschädigt vor, blieb dort bis 1684 oder 1685 und verlegte dann den Familiensitz auf das viel größere Dromoland Castle in Newmarket-on-Fergus, südlich von Ennis.
Auch wenn Máire Ruas Kinder aus ihrer ersten Ehe mit Daniel O’Neylan katholisch erzogen wurden, wuchs Sir Donat als Protestant auf und wurde später der „reichste einfache Mann in Irland“. Er ließ die Sir Donat’s Road bauen, die Killnaboy mit Leamaneh Castle verband, eine Mautstraße, deren flankierende Steinmauern heute teilweise noch sichtbar sind. Die Torhäuser, an denen die Maut zu bezahlen war, wurden aber abgerissen.
Sir Donat war 1690 High Sheriff of Clare und von 1695 bis 1713 Parlamentsabgeordneter des County Clare. Er starb 1717. 1678 wurde das Anwesen auf über 4000 Hektar erweitert.

### Weitere Geschichte

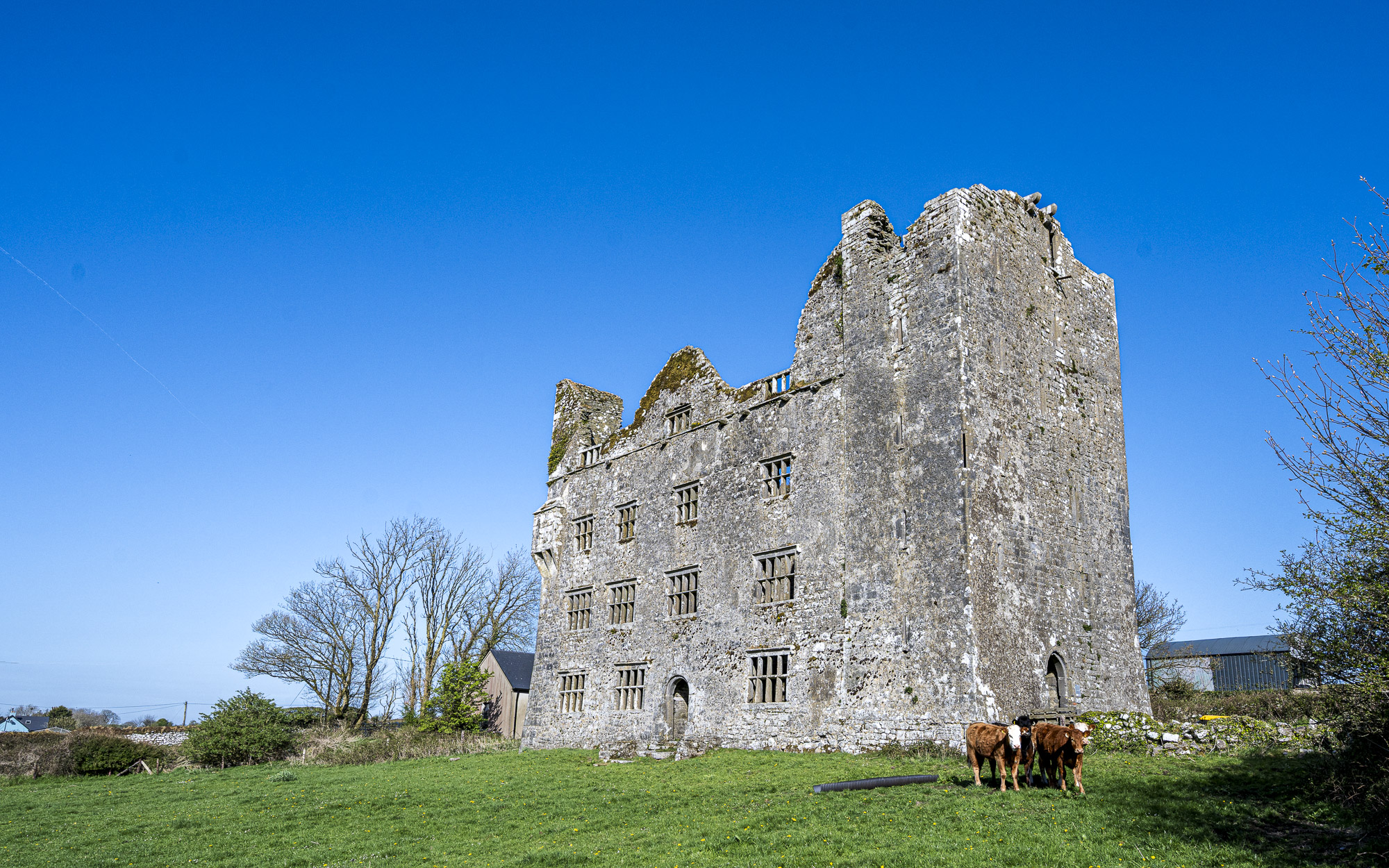
Ansicht der Ruine

In den folgenden Jahren gehörte Leamaneh Castle verschiedenen Besitzern. Aber schließlich verfiel es Ende des 18. Jahrhunderts. Die barbakanenähnlichen Tore, die die Einfahrt zu dem Anwesen schmückten, wurden 1906 oder 1908 auf Veranlassung von Lucius O’Brien, 15. Baron Inchiquin, nach Dromoland Castle umgesetzt. Dort findet man sie noch heute.
Der eleganteste der offenen Kamine wurde in das Old Ground Hotel in Ennis umgesetzt.

## Heute

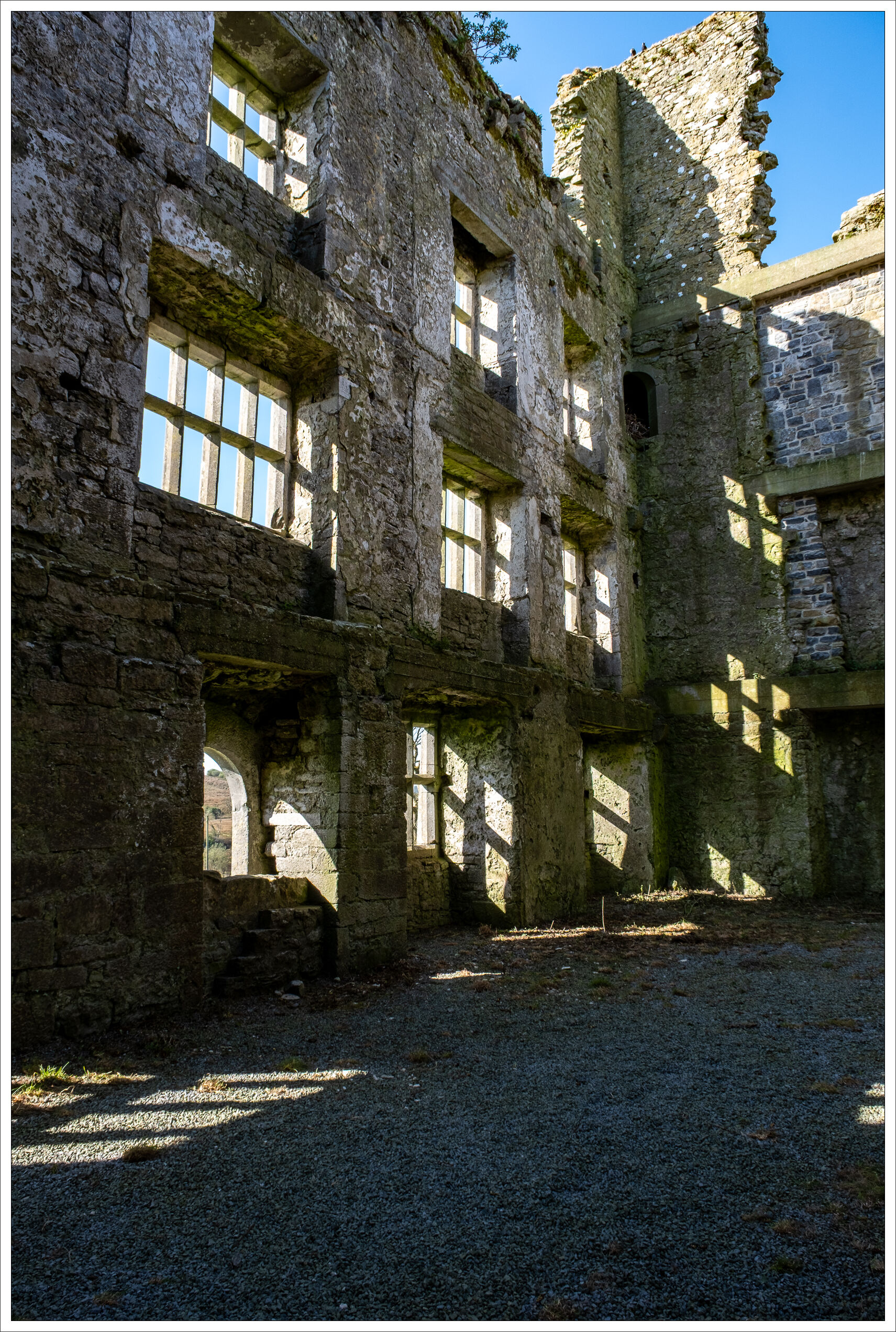
Innenraum heute

Heute besteht die Ruine sowohl aus dem Tower House mit seinen engen Schießscharten als auch aus den vier Außenmauern des angebauten Landhauses mit ihren gekuppelten und Kämpferfenstern. Letztere beinhalten einen Trompe-l’œil-Effekt, da die Fenster in den oberen Stockwerken kleiner sind, was den Eindruck großer Gebäudehöhe schafft. Auch von den Nebengebäuden, dem eingefriedeten Garten und dem Rehpark sind noch Reste zu finden. Anders als andere Burgen und Landhäuser in Irland wird Leamaneh Castle seinem Schicksal überlassen und ist wegen seines schlechten Bauzustandes nicht offiziell zugänglich. Es liegt auf privatem Land, das als Feld genutzt wird.